# Acanthogonatus vilches
Acanthogonatus vilches là một loài nhện trong họ Nemesiidae.
Acanthogonatus vilches được miêu tả năm 1995 bởi Goloboff.